# Bulozi (Pale-Prača)
Bulozi es un pueblo de la municipalidad de Pale-Prača, en el cantón de Podrinje Bosnio, Bosnia y Herzegovina.

## Superficie
Posee una superficie de 10,85 kilómetros cuadrados.

## Demografía
Hasta 2013 la población era de 6 habitantes, con una densidad de población de 0,6 habitantes por kilómetro cuadrado.